# Josey Wales hors-la-loi
Pour plus de détails, voir Fiche technique et Distribution.
Josey Wales hors-la-loi (The Outlaw Josey Wales) est un film américain réalisé par Clint Eastwood et sorti en 1976. Il s'agit d'une adaptation du roman The Rebel Outlaw: Josey Wales de Forrest Carter.
Clint Eastwood, icône du western, est ici également réalisateur. C'est le deuxième western qu'il dirige, après L'Homme des hautes plaines (1973). Il s'agit d'un film très populaire aux États-Unis principalement, mêlant violence et tendresse, vengeance et amour.
En 1977, le film est nommé à l'Oscar de la meilleure musique de film pour Jerry Fielding.

## Synopsis
Durant de la guerre de Sécession, Josey Wales cultive tranquillement son champ dans le Missouri quand des Jayhawkers du Kansas, pro-Union, surgissent, incendient son ranch, violent sa femme et massacrent sa famille. Une bande de partisans sudistes commandée par le capitaine Fletcher arrive peu après et il se joint à elle.
Le Sud est vaincu et le sudiste Fletcher annonce une amnistie aux partisans qui déposeront les armes. En fait, c'est un piège : lors de la reddition, au moment où les partisans prêtent serment à l'Union, les Nordistes les abattent à la mitrailleuse. N'en réchappent que Josey Wales, qui avait refusé de se rendre (il est très méfiant, ce qui lui sauve la vie plusieurs fois), et Jamie, un jeune franc-tireur blessé.
Josey Wales ayant massacré un grand nombre de Nordistes, sa tête est mise à prix. Un détachement nordiste commandé par Terrill et guidé par Fletcher le prend en chasse.
L'objectif de Wales est de rejoindre les réserves indiennes où il pense qu'il sera en sécurité.
Échappant aux battues, les fugitifs parviennent à traverser le Missouri puis à liquider deux imprudents qui espéraient les capturer pour toucher la prime. Le jeune partisan meurt peu après et Josey Wales se retrouve seul pour poursuivre son périple.
En cours de route, il est rejoint malgré lui par un vieux chef indien philosophe dépossédé par Washington, puis par une jeune indienne rejetée par sa tribu et traitée en esclave par un trafiquant ignoble. Josey Wales la libère en abattant au passage deux trappeurs qui abusaient d'elle. Il est également rejoint par un chien errant et par une vieille femme et sa famille dont le fils, qui fut l'un des irréguliers du Kansas et a été tué par les francs-tireurs sudistes, possédait un ranch magnifique au Texas. Juste avant cette rencontre, Josey Wales, trahi par l'indiscrétion d'un marchand d'orvietan qui l'a reconnu, doit affronter quatre soldats nordistes qu'il parvient à  tuer avec l'aide du vieil Indien. Il extermine ensuite toute une bande de comancheros venant d'attaquer sauvagement le convoi de la vieille dame. Celle-ci et sa petite-fille, Laura Lee, sont les seules survivantes. Tout ce petit monde arrive donc à destination.
Hélas, la ville est quasiment déserte. Josey Wales y abat l'un des deux chasseurs de primes qui l'y attendaient ; le survivant part chercher des renforts. Cette ville a été abandonnée par ses habitants, à la suite de l'épuisement de sa mine d'argent. Il reste seulement un saloon où il n'y a plus rien à boire, où le joueur professionnel fait des réussites et où l'entraîneuse n'entraîne plus personne.
Le ranch au milieu d'une clairière, au bord d'une rivière, solidement construit, les attend. La vieille dame prend possession des lieux. Pour la première fois chacun possède un foyer. Wales  conclut un accord avec les indiens Comanches voisins, et cela donne lieu à une jolie fête où Wales se laisse séduire par la douce (un peu simplette) Laura Lee. Bien qu'invité à rester, il repart.
Nordistes et chasseurs de primes, ayant uni leurs forces, l'attendent. Cette fois, Josey Wales est aidé par tous ses compagnons devenus sa famille ; la totalité de la troupe ennemie est exterminée. Terrill, le Nordiste qui avait saccagé la ferme de Josey Wales au début du film, parvient seul à s'enfuir. Wales le poursuit et, ayant épuisé ses munitions, l'éventre avec son propre sabre.
Des Rangers du Texas et Fletcher, arrivés également au village, s'entendent raconter par les piliers du saloon que Josey Wales a été tué dans une rixe au Mexique. L'affaire est donc close pour les autorités. Quant à Fletcher, qui n'est pas dupe, il fait semblant de ne pas reconnaître Josey Wales et repart. La guerre est finie.

## Fiche technique
Sauf indication contraire, les informations mentionnées dans cette section peuvent être confirmées par la base de données cinématographiques IMDb,  présente dans la section « Liens externes ».

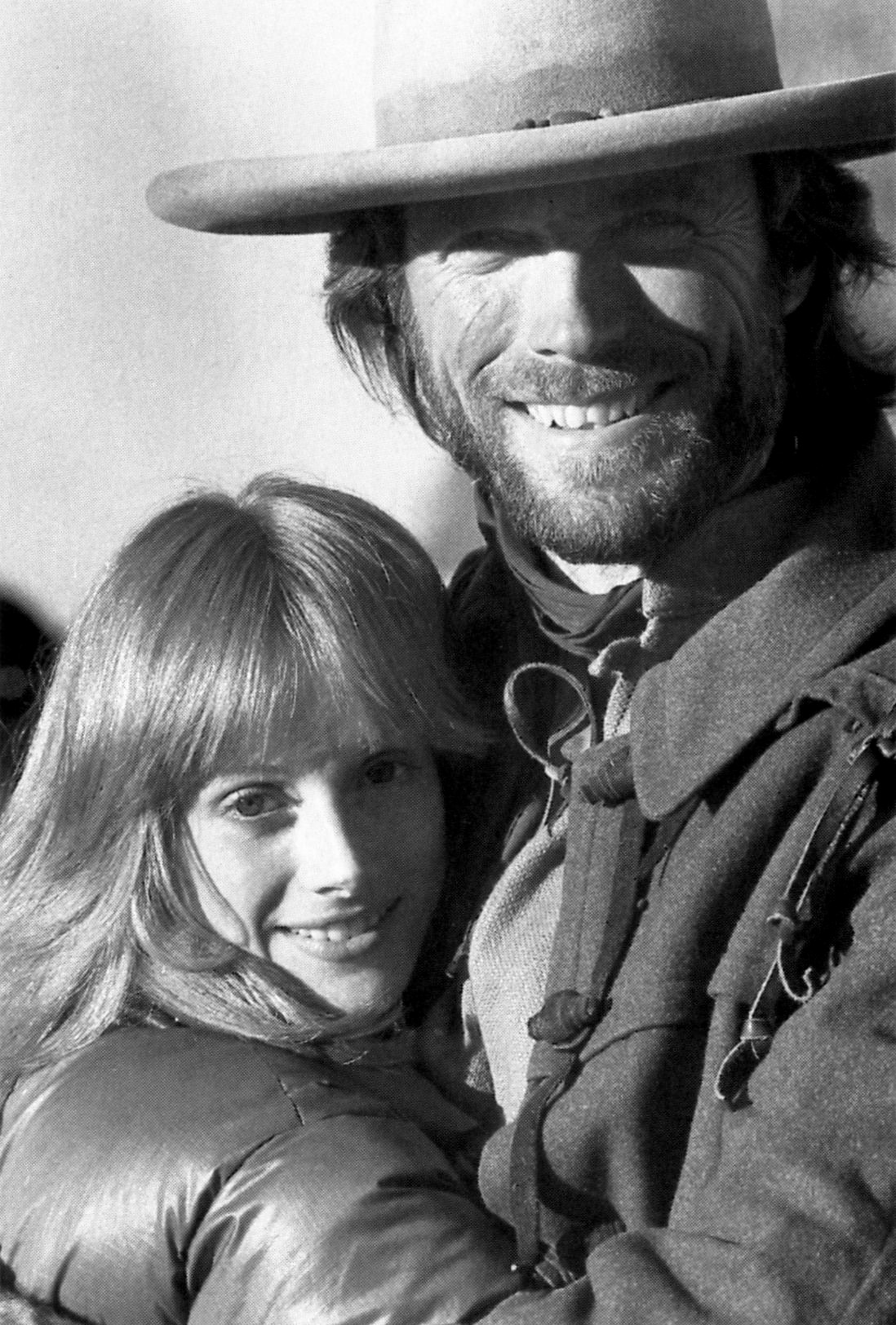
Sondra Locke et Clint Eastwood lors du tournage du film en 1975.

- Titre francophone : Josey Wales hors-la-loi
- Titre original : The Outlaw Josey Wales
- Réalisation : Clint Eastwood, assisté de James Fargo
- Scénario : Philip Kaufman et Sonia Chernus, d'après le roman The Rebel Outlaw: Josey Wales de Forrest Carter[4]
- Musique : Jerry Fielding
- Directeur de la photographie : Bruce Surtees
- Décors : Tambi Larsen
- Montage : Ferris Webster
- Production : Robert Daley, James Fargo et John G. Wilson
- Sociétés de production : Warner Bros., The Malpaso Company
- Sociétés de distribution : Warner Bros. (États-Unis), Warner-Columbia Film (France)
- Pays de production :  États-Unis
- Langue originale : anglais
- Budget : 3,7 millions de dollars[5]
- Genre : western
- Durée : 135 minutes
- Dates de sortie[6] :
  - États-Unis : 30 juin 1976
  - France : 20 octobre 1976[7]
- Classifications :
  - France : tous publics[8]
- Affiche : Bill Gold (États-Unis)

## Distribution
- Clint Eastwood (VF : Jacques Deschamps) : Josey Wales
- "Chief" Dan George (VF : Georges Atlas) : Lone Watie
- Sondra Locke (VF : Brigitte Morisan) : Laura Lee
- Bill McKinney (VF : Marc de Georgi) : Terrill
- John Vernon (VF : Raoul Delfosse) : Fletcher
- Paula Trueman (VF : Madeleine Damien) : grand-mère Sarah
- Sam Bottoms (VF : Philippe Bellay) : Jamie
- Geraldine Keams : Little Moonlight
- Joyce Jameson (VF : Paule Emanuele) : Rosie, la chanteuse
- Woodrow Parfrey : le bonimenteur
- Sheb Wooley : Travis Cobb
- Royal Dano (VF : Serge Sauvion) : Ten Spot (Trois As en VF)
- Matt Clark : Kelly
- John Verros (VF : Gérard Hernandez) : Chato
- Will Sampson (VF : Michel Barbey) : Ten Bears (Grand Bison en VF)
- Frank Schofield (VF : Jacques Mauclair) : le sénateur Lane
- William O'Connell (VF : Georges Aubert) : Sim Carstairs
- John Quade (VF : Claude Bertrand) : le chef comanchero
- John Russell (VF : Pierre Garin) : Bill Anderson
- Buck Kartalian (VF : Michel Paulin) : le commerçant
- Charles Tyner : Zukie Limmer
- Len Lesser : Abe
- Doug McGrath : Lige
- Bruce M. Fischer (VF : Sady Rebbot) : Yoke, le propriétaire du relais de poste
- John Mitchum : Al
- John Davis Chandler : le premier chasseur de primes
- Kyle Eastwood : le fils de Josey (non crédité)
- Richard Farnsworth : un comanchero (non crédité)

## Production

### Développement
Le film est l'adaptation du roman The Rebel Outlaw: Josey Wales de Forrest Carter (nom de plume d'Asa Earl Carter, ségrégationniste et membre du Ku Klux Klan). Mais Clint Eastwood l'ignore au moment de l'achat des droits, l'auteur se faisant passer pour un poète indien d'origine Cherokee.
Sonia Chernus se charge du scénario. Clint Eastwood investit son argent personnel pour acquérir les droits de l’œuvre de Carter. Sonia Chernus est ensuite aidée dans sa tâche par Michael Cimino et Philip Kaufman. Ce dernier officie ensuite comme réalisateur (il sera renvoyé et remplacé par Clint Eastwood en cours de tournage).
Après quatre films pour Universal Pictures, Clint Eastwood travaille ici avec Warner Bros., un partenariat qui se maintiendra quasiment sur tous les films réalisés par l'acteur.

### Attribution des rôles
Philip Kaufman a choisi Dan George, chef des Tsleil-Waututh, qui avait déjà joué dans Little Big Man (Arthur Penn, 1970). Cependant, le choix de Sondra Locke est validé par Clint Eastwood, contre l'avis de Philip Kaufman, qui était toujours au poste de réalisateur à ce moment-là.

### Tournage
Le tournage commence le 6 octobre 1975. Le début du tournage est marqué par le renvoi et le remplacement du réalisateur Philip Kaufman par Clint Eastwood, le 24 octobre 1975.

« C'est moi qui l'avais engagé pour réécrire le script et le réaliser. Son travail de scénariste était excellent, mais au tournage il s'avéra que nos points de vue différaient totalement. J'avais investi mon argent personnel pour acheter les droits du livre, passé beaucoup de temps à développer ce projet, conçu une vision précise de ce que devait être le film. L'approche de Phil était sans doute fondée, peut-être meilleure, mais ce n'était pas la mienne, et je m'en serais voulu si le résultat n'avait pas correspondu à ce que j'espérais »

— Clint Eastwood, Positif
Le renvoi de Philip Kaufman provoque l'indignation notamment à la Directors Guild of America, le syndicat professionnel des réalisateurs.
Le tournage a lieu principalement en Utah (Glen Canyon, Kanab, Paria), mais également en Arizona (lac Powell, Mescal, Old Tucson Studios), à Oroville (Californie) et dans le Wyoming.

## Accueil
Le film reçoit des critiques globalement positives de la presse américaine à sa sortie. Sur l'agrégateur américain Rotten Tomatoes, il récolte 90 % d'opinions favorables pour 41 critiques et une note moyenne de 7,92⁄10. Sur Metacritic, il obtient une note moyenne de 69⁄100 pour 9 critiques.
Lors de sa sortie en salles en France, Josey Wales hors-la-loi est bien reçu par la critique.
Aux États-Unis, le film récolte 31 800 000 dollars au box-office. En France, le film attire 378 827 spectateurs dans les salles.
Le film est encensé par le réalisateur Orson Welles qui a dit en 1982, invité dans une émission télévisée :

« J'aimerais recommander un film de Clint Eastwood. Je l'ai revu pour la quatrième fois : Josey Wales, hors-la-loi. Eastwood est actuellement le réalisateur le plus sous-estimé au monde. »

## Distinctions
En 1977, Jerry Fielding est nommé à l'Oscar de la meilleure musique de film - partition originale. En 1996, le film est inscrit au National Film Registry.

## Suite
En 1986, l'acteur-réalisateur Michael Parks tourne une suite, The Return of Josey Wales, adaptée du roman Vengeance Trail of Josey Wales d'Asa Earl Carter. Michael Parks y incarne lui-même Josey Wales.